# Phulera
Phulera är en ort i Indien.   Den ligger i distriktet Jaipur och delstaten Rajasthan, i den nordvästra delen av landet, 280 km sydväst om huvudstaden New Delhi. Phulera ligger 385 meter över havet och antalet invånare är 22 572.
Terrängen runt Phulera är platt, och sluttar västerut. Runt Phulera är det tätbefolkat, med 319 invånare per kvadratkilometer. Närmaste större samhälle är Sāmbhar, 6,3 km nordväst om Phulera. Trakten runt Phulera består till största delen av jordbruksmark.